# Saint-Jeoire-Prieuré
Saint-Jeoire-Prieuré (Aussprache [sɛ̃ ʒwaʁ pʁijœʁe]) ist eine französische Gemeinde mit etwa 1965 Einwohnern (Stand 1. Januar 2022) im Département Savoie in der Region Auvergne-Rhône-Alpes. Sie gehört zum Arrondissement Chambéry und ist Mitglied des Gemeindeverbands Communauté d’agglomération du Grand Chambéry. Die Bewohner werden Saint-Jeoriens und Saint-Jeoriennes genannt.

## Geographie

### Lage
Saint-Jeoire-Prieuré liegt auf 337 m, etwa sechs Kilometer südöstlich der Präfektur Chambéry und 43 Kilometer nordnordöstlich der Stadt Grenoble (Luftlinie). Nachbargemeinden von Saint-Jeoire-Prieuré sind Challes-les-Eaux und Curienne im Norden, Chignin im Osten sowie Myans im Süden und Westen.

### Topographie
Die Fläche des 5,34 km² großen Gemeindegebiets erstreckt sich am Südwestrand der Bauges, einem Kalksteinmassiv in den nördlichen französischen Voralpen. Der Hauptteil der Gemeinde liegt in der Talfurche von Chambéry, die die Bauges vom Chartreuse-Gebirge trennt. Dieser Teil ist durchgehend besiedelt und bildet zusammen mit den Nachbargemeinden den äußeren Vorortbereich von Chambéry. Der Ostteil umfasst außerdem einen Taleinschnitt in der Gipfelkette am Rand der Bauges, der eine Straßenverbindung zu den dort befindlichen Gemeinden ermöglicht. Hier reicht das Gemeindegebiet bis auf 901 m.

### Gemeindegliederung
Zu Saint-Jeoire-Prieuré gehört neben dem eigentlichen Ortskern am Talboden noch der Weiler La Boisserette (440 m) im Taleinschnitt in den Ausläufern der Bauges.

## Geschichte

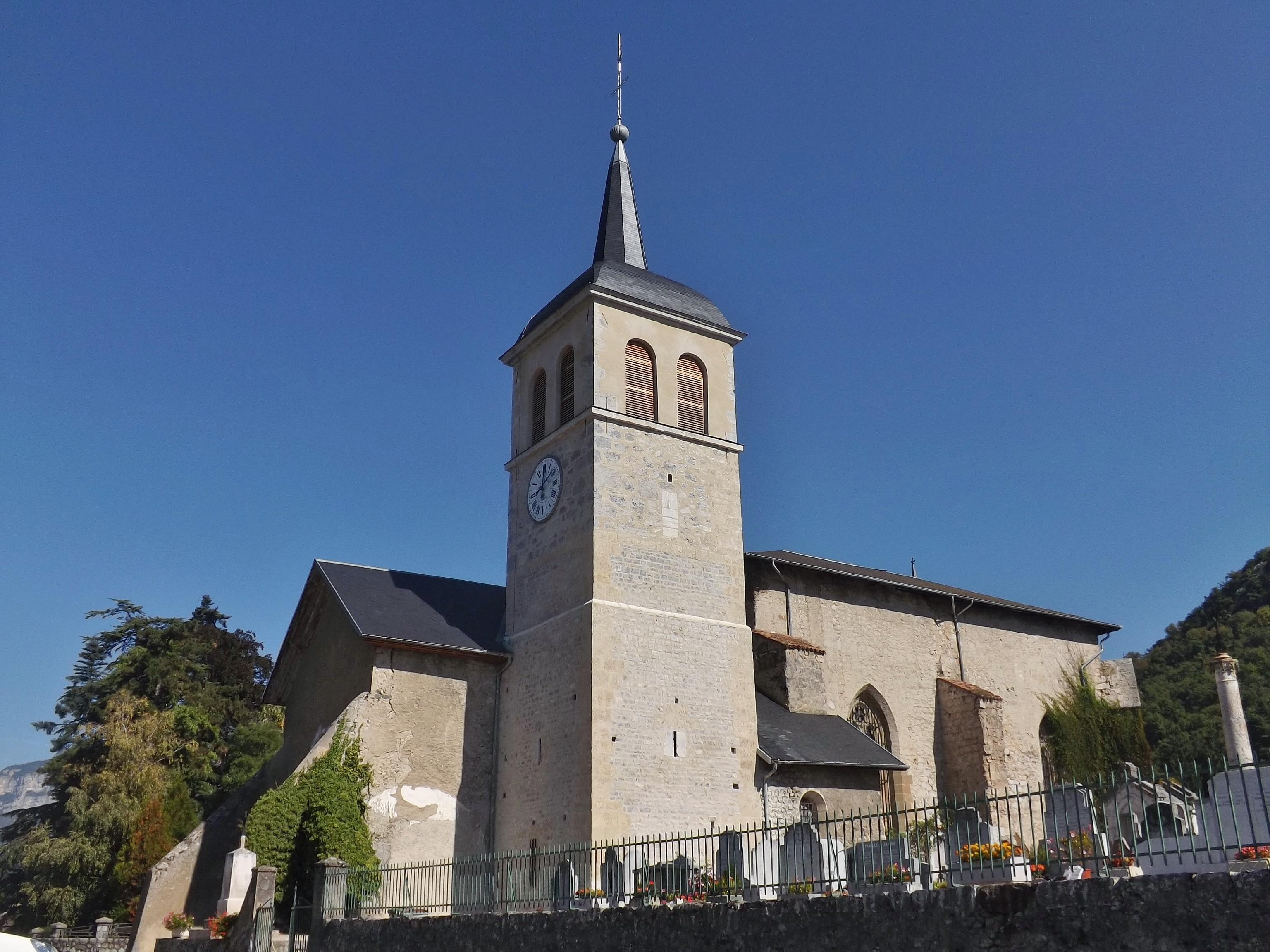
Saint-Georges du Prieuré, die ehemalige Prioratskirche von Saint-Jeoire

Die erste urkundliche Erwähnung einer Pfarrei an dieser Stelle erfolgte um 1100 unter dem Namen Ecclesia Sancti Georgii. Zwei Jahrhunderte später war die in Savoyen und Piemont vorkommende Abwandlung zu Jeoire  und latinisiert Jorius in Gebrauch. Im Jahr 1110 gründete der Bischof Hugo von Grenoble in Saint-Jeoire ein Priorat der Augustiner-Chorherren, dem zu Beginn die Kirchen und Pfarreien Saint Georges, Saint Pierre in Chignin, Saint Vincent in Triviers (heute Challes-les-Eaux), Saint Jean-Baptiste in Barby und Saint Maurice in Curienne zugewiesen waren. In den folgenden Jahrhunderten kamen vier weitere Kirchgemeinden hinzu. Das Priorat wurde 1599 als eines der Ersten in das Sainte Maison de Thonon integriert, ein durch Papst Clemens VIII. geschaffenes Instrument der Gegenreformation im Chablais. Der Kirchbau des alten Priorats ist noch heute erhalten, so dass der Ortsname 1901 den Zusatz -Prieuré erhielt.

## Sehenswürdigkeiten
Die Kirchbau der ehemaligen Prioratskirche Saint Georges stammt aus dem letzten Viertel des 14. Jahrhunderts sowie dem 15. Jahrhundert und ist zusammen mit seinem Inventar als Monument historique eingeschrieben. Er ersetzte die romanische Kirche von 1110, von der zwei Joche in den späteren Bau übernommen wurden.

## Bevölkerungsentwicklung
| Jahr                       | 1962 | 1968 | 1975 | 1982 | 1990 | 1999 | 2006 | 2017 |
| Einwohner                  | 516  | 526  | 604  | 642  | 771  | 851  | 958  | 1704 |
| Quellen: Cassini und INSEE |      |      |      |      |      |      |      |      |

Mit 1965 Einwohnern (Stand 1. Januar 2022) gehört Saint-Jeoire-Prieuré zu den mittleren Gemeinden des Département Savoie. Im 19. und ersten Drittel des 20. Jahrhunderts ging die Einwohnerzahl kontinuierlich zurück. Seit den 1940er Jahren wird wieder eine deutliche Bevölkerungszunahme verzeichnet.

## Wirtschaft und Infrastruktur
Saint-Jeoire-Prieuré war bis weit ins 20. Jahrhundert hinein ein vorwiegend durch die Landwirtschaft geprägtes Dorf. Von Bedeutung ist heute noch der Weinbau, da die Gemeinde zur Weinbauregion Savoie gehört. Für Weiß-, Rosé- und Rotweine verschiedener Rebsorten gilt die AOC Vin de Savoie. Für Weißweine mit Jacquère als Hauptrebsorte gilt außerdem die strengere und ausschließliche Herkunftsbezeichnung Vin de Savoie Saint-Jeoire-Prieuré, wenn der Wein von der Traubenernte bis zur Abfüllung im Ort hergestellt wurde.
Daneben gibt es heute verschiedene Betriebe des lokalen Kleingewerbes. Der stetige Zustrom von Einwohnern seit der Mitte des 20. Jahrhunderts hat den Ort mittlerweile zu einer Wohngemeinde gemacht, deren Erwerbstätige hauptsächlich Wegpendler sind mit Arbeitsplätzen im Raum Chambéry.
Die Ortschaft ist verkehrsmäßig gut erschlossen. Durch den Ortskern führt die Departementsstraße D1006, die ehemalige Nationalstraße N6 zwischen Chambéry und Modane. Die nächsten Autobahnanschlüsse an die A43, die die Gemeinde im Westen durchquert, liegen in unmittelbarer Nähe auf dem Gebiet der Nachbargemeinden. Neben der Autobahn verläuft die Bahnstrecke Culoz–Modane, deren nächstgelegener Bahnhof sich im Zentrum von Chambéry befindet. Zum Großraum Chambéry gehört außerdem der Passagierflughafen Chambéry-Savoie, er ist 20 Kilometer von Saint-Jeoire-Prieuré entfernt.